# Богданов, Александр Ильич
Алекса́ндр Ильи́ч Богда́нов (1860 — после 1917) — петербургский архитектор.

## Биография

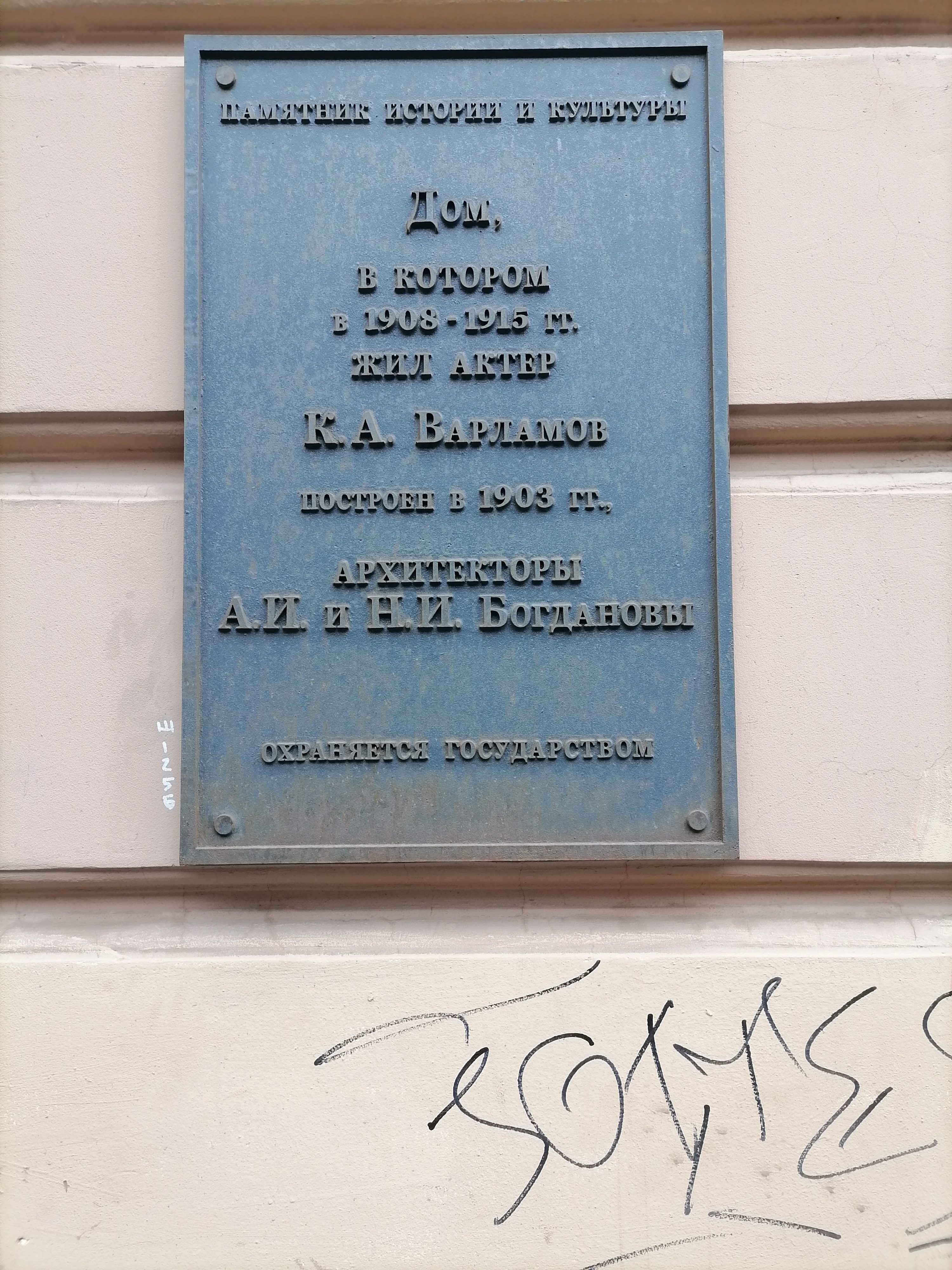
Загородный проспект, 13

Родился в 1860 году. Окончил в 1877 году Императорское коммерческое училище. В 1886 году окончил Академию художеств и был определён на службу, но подал в июне в отставку.
Член Петербургского общества архитекторов; действительный член — с 1892 года.
В 1913 году был помощником директора учётно-ссудного банка «Персия»; имел чин статского советника.
Последние сведения о нём — проживание в 1917 году в доме № 64 на Большом проспекте Васильевского острова.
Младший брат — архитектор Николай Ильич Богданов (1863 — после 1932)

## Постройки
- Жилой дом. Литейный проспект, 49, двор (1897; совместно с Н. И. Богдановым);
- Дом и мозаичная мастерская Фролова. Большой проспект Васильевского острова, 64 (1899; надстроены и перестроены в 1914 году С. О. Овсянниковым);
- Жилой дом. Загородный проспект, 13 (1904—1905; совместно с Н. И. Богдановым);
- Жилой дом. Большой проспект Васильевского острова, 11, двор (1906).